# Юрловка (Ульяновська область)
Юрловка (рос. Юрловка) — село в Базарносизганському районі Ульяновської області Російської Федерації.
Населення становить 356 осіб. Входить до складу муніципального утворення Папузинське сільське поселення.

## Історія
Від 2004 року входить до складу муніципального утворення Папузинське сільське поселення.

## Населення
| 2010 |
| ---- |
| 356  |